# Meti
Meti – miasto w Etiopii (Region Ludów Gambeli). Według danych szacunkowych na rok 2008 liczy 5 909 mieszkańców Ośrodek przemysłowy.